# 大朗海姆
大朗海姆是德国巴伐利亚州的一个市镇。总面积14.77平方公里，总人口1613人，其中男性813人，女性800人（2011年12月31日），人口密度109人/平方公里。